# Joaquina Cabrera
Joaquina Cabrera (ngày 21 Tháng Tám 1836 – 03 Tháng 7 1908) là Đệ nhất phu nhân của Guatemala de facto và mẹ của Tổng thống Guatemala Manuel Estrada Cabrera. Bà đã có một ảnh hưởng lớn đối với chính phủ của con trai mình và bà sẽ được vinh danh vào ngày sinh nhật sau khi chết như thể bà vẫn còn sống. Đám tang của bà, diễn ra vào ngày 4-5 tháng 7 năm 1908, bắt đầu ở thành phố Guatemala và đi qua Amatitlán, Escuintla và Mazatenango trước khi trở về bằng tàu hỏa đến thị trấn quê hương Quetzaltenango, Guatemala.

## Tiểu sử

### Đầu đời

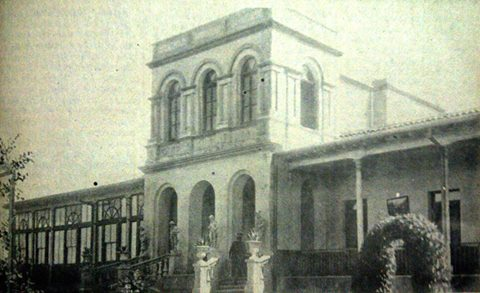
Lâu đài San José xa xôi, nơi Tổng thống Manuel Estrada Cabrera quyết định di dời sau hai nỗ lực trong cuộc đời. Joaquina Cabrera sẽ dành hai tháng cuối đời để sống ở đây.

Joaquina Cabrera được sinh ra từ cha mẹ Valeriano Arévalo và Juana Cabrera ở Quetzaltenango, Guatemala vào ngày 21 tháng 8 năm 1836, nhưng cha mẹ bà sẽ ly thân ngay sau đó. Người ta không biết nhiều về cuộc sống ban đầu của Cabrera nhưng về các chi tiết được ghi lại trong cuốn sách của nhà sử học Rafael Arévalo Martínez ¡Ecce Pericles! và cơ quan ngôn luận chính thức của Guatemala chính thức Álbumes de Minerva và La Locomotora, người sau này đã từng gọi Cabrera là "Doña Joaquina Cabrera de Estrada" khác biệt mặc dù bà chưa kết hôn.  Các nhà sử học đều đồng ý rằng Cabrera và con trai Manuel dẫn đầu một cuộc sống khiêm tốn làm và bán bánh kẹo trên đường phố Quetzaltenango, nhưng ông cũng nấu và phục vụ món ăn truyền thống cho các gia đình giàu có ở địa phương như Aparicios.

### Trích dẫn
1. ↑  Méndez & Estrada Paniagua 1906, tr. 1.
2. 1 2 3  Arévalo Martínez 1945.
3. ↑  Méndez & Estrada Paniagua 1906.